# 枕動脈下降支
枕动脉下降支是枕動脈最大的分支。下降支在枕動脈于颈后部下行时分出，其本身又可以分为浅部和深部。
- 下降支浅部在夹肌下方延伸，发出分支穿过该肌肉以为斜方肌提供血液供应，并与颞浅动脉的升支吻合。
- 下降支深部在头半棘肌和颈之间向下延伸，并与椎动脉在颈深部的一个分支吻合。

这些血管之间的吻合有助于在颈总动脉或锁骨下动脉后建立侧支循环。